# Protectoratul francez al Marocului
Protectoratul francez al Marocului (în arabă الحماية الفرنسية في المغرب, în franceză Protectorat français au Maroc), colocvial și Marocul francez, este numele dat Marocului în perioada stăpânirii franceze, între 1912 și 1956. Colonia nu a inclus partea de nord a țării, care a fost Protectorat spaniol. Ea a existat din 1912, când a fost instituit oficial protectoratul, până la independența marocană, în (2 martie 1956).

## Istorie
În 1904 guvernul francez a încercat să instituie un protectorat peste Maroc, și a reușit să semneze două acorduri militare secrete cu Marea Britanie (8 aprilie), în 1904 și cu Spania (7 octombrie), 1904, care a garantat sprijinul puterilor în discuție în această Endeavour. Spania și Franța au împărțit în secret teritoriul sultanatului: Spania primea nordul și Franța primea sudul.
Prima criză marocană a crescut din rivalitățile imperiale ale marilor puteri, în acest caz, între Germania și Franța, sprijinită de britanici, pe de altă parte. Germania a luat măsuri imediate diplomatice pentru a bloca un nou acord să intre în vigoare, inclusiv vizita dramatică a lui Wilhelm al II-lea la Tanger, în Maroc la 31 martie 1905. Kaiser Wilhelm a incercat sa obtina sprijinul Maroc, dacă s-au dus la război cu Franța sau Marea Britanie, și a dat un discurs exprimat sprijinul pentru independența marocan.
În 1906, Conferința de la Algeciras a avut loc la soluționarea litigiului, și Germania a acceptat un acord în care Franța a cedat controlul poliției marocane, dar păstrat în caz contrar un control eficient al afacerilor marocane politice și financiare. Deși Conferința de la Algeciras a rezolvat temporar prima criză marocană.
Prin Tratatul de la Fez, se încheie de facto independența țării. Franta a stabilit oficial un protectorat peste Maroc la 30 martie, 1912. Sultanul Abdelhafid a abdicat în favoarea fratelui său Yusef după semnarea tratatului. Pe 17 aprilie 1912 infanteriști marocani s-au răsculat în garnizoana franceză din Fez. Marocanii nu au putut să ia cetatea și au fost învinși de o forță de relief franceză. La sfârșitul lunii mai 1912 forțele marocane au atacat din nou, fără succes, garnizoana franceză consolidată la Fez.
În stabilirea protectoratul peste o mare parte din Maroc, francezii au cucerit Algeria și Tunisia; au luat din urmă ca model pentru politica lor marocană. Au fost, totuși, diferențe importante. Prima, protectoratul a fost stabilit doar doi ani înainte de izbucnirea primului război mondial, care a adus cu ea o nouă atitudine față de dominația colonială. În al doilea rând, Marocul a avut o tradiție de o mie de ani de independență; deși ar fi fost puternic influențate de civilizația musulmană Iberia, aceasta nu a fost niciodată supusă dominației otomane. Aceste circumstanțe, precum și apropierea de Maroc spre Spania a creat o relație specială între cele două țări.